# Cantonul Caylus
Cantonul Caylus este un canton din arondismentul Montauban, departamentul Tarn-et-Garonne, regiunea Midi-Pyrénées, Franța.

## Comune
- Caylus (reședință)
- Espinas
- Lacapelle-Livron
- Loze
- Mouillac
- Puylagarde
- Saint-Projet